# Mark Krasnoselski
Mark Krasnoselski (rus: Марк Александрович Красносельский)  (Starokostiantíniv, 27 d'abril de 1920 - Moscou, 13 de febrer de 1997) va ser un matemàtic soviètic.

## Vida i obra
Krasnoselski, fill d'un enginyer civil, va ser escolaritzat a la seva vila natal, Starokostiantíniv, fins al 1938. A continuació va ingressar a la universitat de Kíiv (actual Kíiv), però va veure els seus estudis interromputs per l'ocupació alemanya durant la Segona Guerra Mundial, quan la universitat va ser traslladada al Kazakhstan i el 1942, després de graduar-se, va ser mobilitzat a l'Exèrcit Roig. El 1946 va ser desmobilitzat, amb el grau de tinent, i va reprendre els estudis de matemàtiques a Kíev, mentre també treballava a l'Institut de Matemàtiques de l'Acadèmia de Ciències de la República Socialista Soviètica d'Ucraïna. El 1948 es va doctorar amb una tesi sobre la teoria espectral dels operadors hermítics, dirigida per Mark Krein.
El 1952 va ser nomenat professor de la universitat estatal de Vorónej (uns 500 Km. al sud de Moscou) en la qual va crear un prominent departament de matemàtiques, que encara es va fer més famós per la seva escola d'estiu dirigida juntament amb Krein. El 1968 va ser destinat a Moscou per a fer-se càrrec de l'Institut de Problemes de Control de l'Acadèmia de Ciències de la Unió Soviètica. Va morir a Moscou el 1997.
Krasnoselski va publicar catorze monografies i més de tres-cents articles científics. Va fer importants aportacions originals en els camps de l'anàlisi no lineal, l'anàlisi lineal, els mètodes numèrics i les oscil·lacions no lineals. A ell se li deu la millora del teorema del punt fix de Banach, avui conegut com teorema de Krasnoselski. També va ser un dels primers matemàtics en descriure detalladament el fenomen de la histèresi i analitzar-lo matemàticament.